# Scarpa da ginnastica

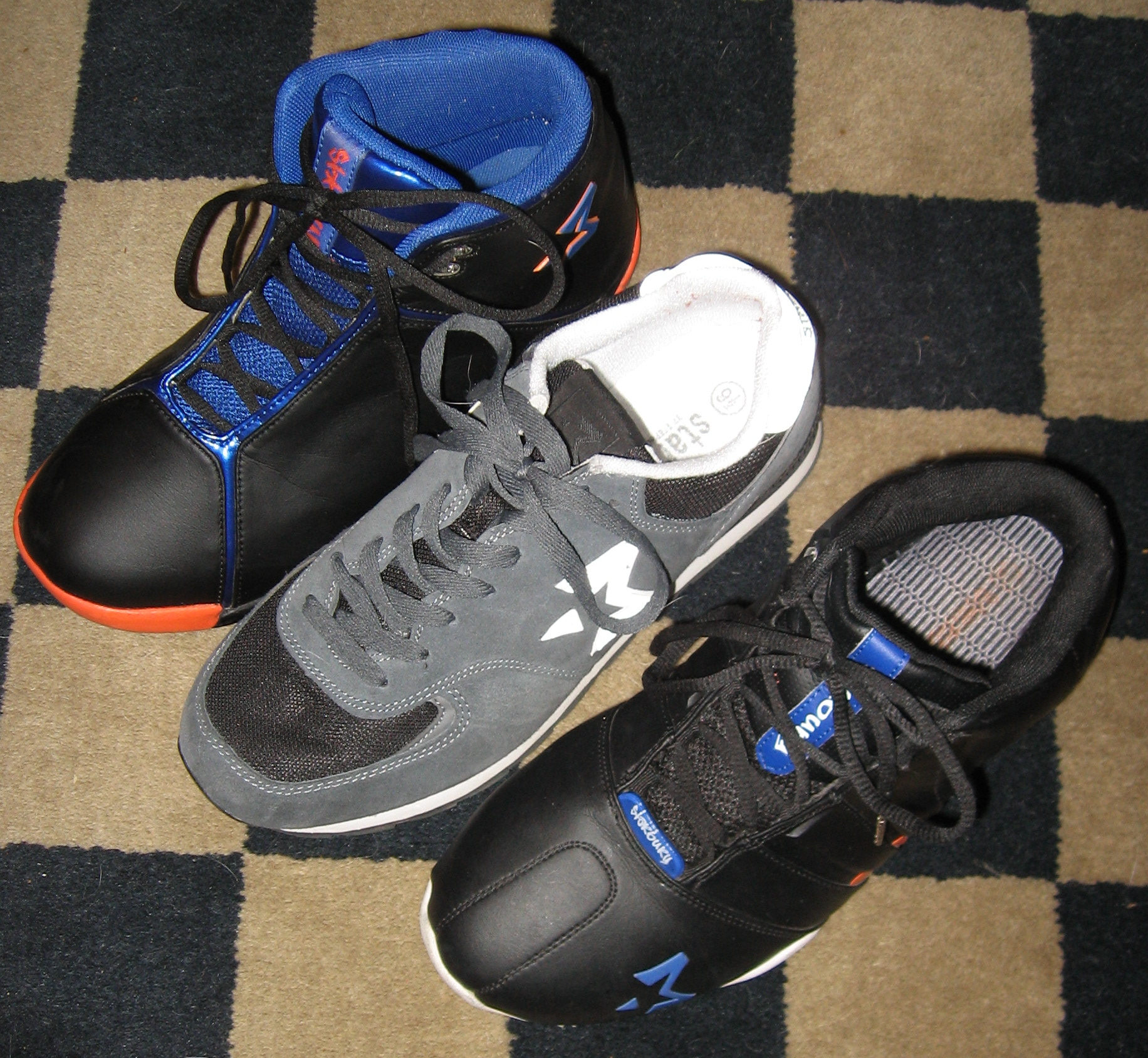
Scarpe da ginnastica da basket

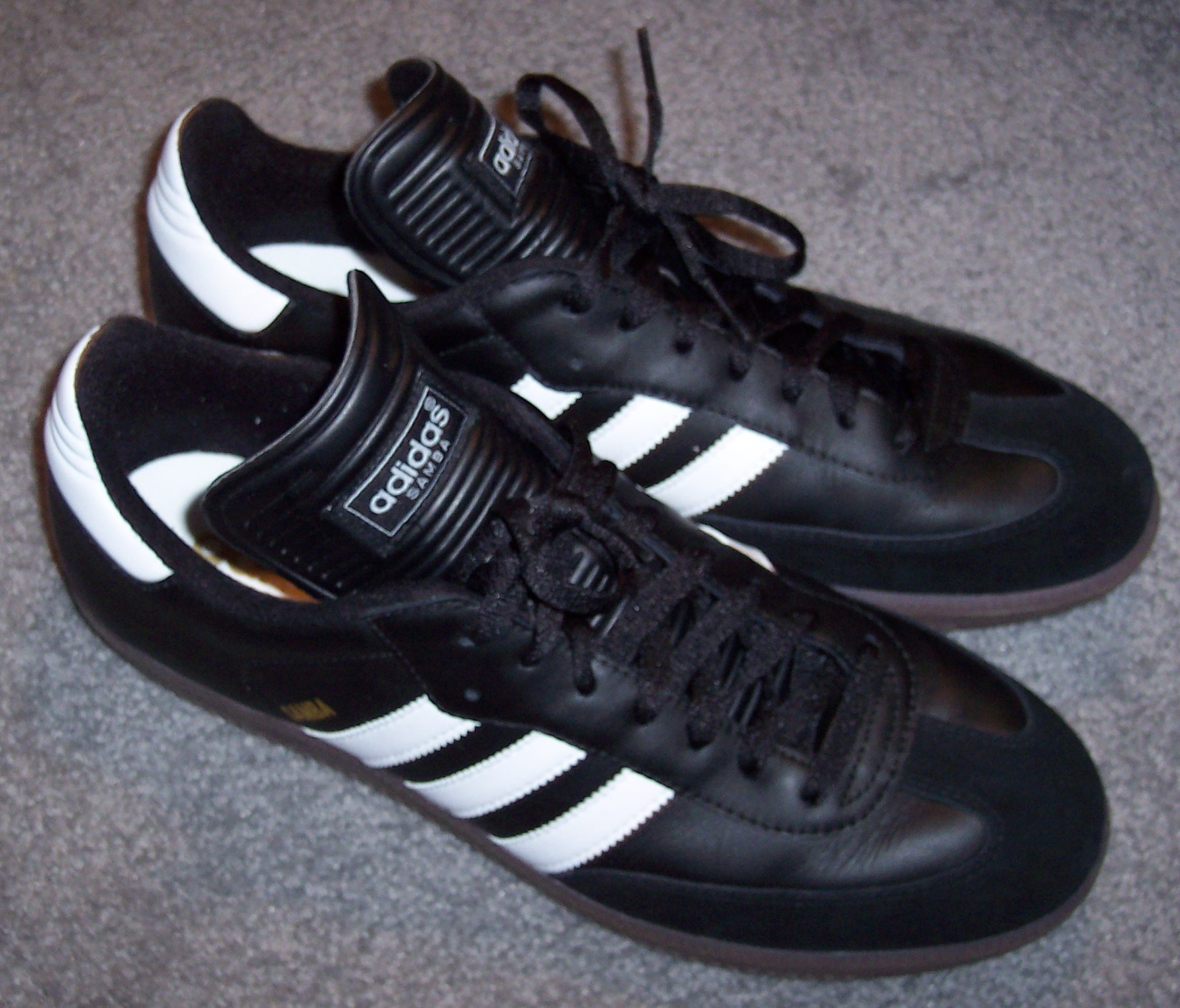
Scarpe da ginnastica da calcio

Scarpa da ginnastica (o sneakers) è il nome generico per una scarpa creata per svolgere attività sportive. Originariamente erano utilizzate solamente in ambito sportivo, mentre ora sono indossate comunemente nell'abbigliamento casual.

## Descrizione
Sono diversi i tipi di scarpe di questo tipo: esistono scarpe adatte a correre o da calcetto, appunto, per giocare a calcetto in campi sintetici o di sabbia oppure anche da basket che di fatto sono principalmente usate per il medesimo sport. Oggi vengono indossate più spesso nel normale abbigliamento quotidiano, in particolare dai giovani o quando si necessita di svolgere una lunga attività in piedi o in continuo movimento. Questa evoluzione dell'uso delle scarpe da ginnastica ha portato all'immissione in commercio di articoli sempre più elaborati dal punto di vista della rifinitura estetica. D'altra parte la funzione originaria finalizzata all'attività sportiva è stata implementata col passare degli anni, tenendo conto del relativo progresso tecnologico, producendo dei modelli realizzati con materiali e tecniche che rendono le scarpe da ginnastica maggiormente performanti.

## Moda
Dopo il concerto dei Run DMC al Madison Square Garden di New York, il 19 luglio 1986, e il loro singolo My Adidas, dedicato alle Adidas Superstar, che rimase in testa alle classifiche per alcuni mesi, questo tipo di scarpe e tute sportive divenne una tendenza dello stile Hip hop.